# Jurdani
Jurdani su naselje u Hrvatskoj u sastavu općine Matulja. Nalaze se u Primorsko-goranskoj županiji.

## Zemljopis
Sjeverno su Mučići, zapadno-jugozapadno su Kučeli, jugozapadno su Rukavac i Mihotići, južno su Jušići i Matulji, jugoistočno su Trinajstići i Spinčići. 

## Stanovništvo
| broj stanovnika | 318   | 364   | 404   | 448   | 474   | 498   | 448   | 443   | 455   | 460   | 443   | 495   | 472   | 567   | 617   | 651   | 658   |
|                 | 1857. | 1869. | 1880. | 1890. | 1900. | 1910. | 1921. | 1931. | 1948. | 1953. | 1961. | 1971. | 1981. | 1991. | 2001. | 2011. | 2021. |